# Svetozar Marolt
Svetozar ("Sveto") Marolt s partizanskim imenom Špik, slovenski skladatelj, * 16. oktober 1919, Ljubljana, † 7. maj 1944, Zagorje ob Savi.
Marolt je na glasbeni šoli ljubljanske GM in konservatoriju v Ljubljani študiral klavir (A. Ravnik in A. Trost) in kompozicijo. Komponiral je samospeve s sakralno (O bodi čaščena, Marija, mati božja) in z ljubezensko vsebino (Zvezde žarijo, Pesem ljubezni). Med NOB je bil član kulturne skupine 14. divizije, za katero je skomponiral izrazno učinkovito himno Zaplovi pesem borb in zmag (1943). S pesmimi na besedila Kajuha (Bosa pojdiva, Sanjala si) in Bora (Pesem talcev) je potrdil glasbeni talent. Maroltove skladbe so leta 1947 izšle v zbirki Štiri pesmi za glas in klavir..